# اولگ فدوسیف
اولگ فدوسیف (روسی: Олег Георгиевич Федосеев؛ ۴ ژوئن ۱۹۳۶ – ۱۴ ژوئن ۲۰۰۱ (aged 65)) ورزشکار دو و میدانی اهل اتحاد جماهیر شوروی سوسیالیستی بود.
وی در مسابقات کشوری و بین‌المللی در مجموع برندهٔ ۱ مدال نقره، ۱ مدال برنز شده‌است.